# Qeshlāq-e Barzalīq
Qeshlāq-e Barzalīq (persiska: قشلاق برزلیق) är en ort i Iran.   Den ligger i provinsen Östazarbaijan, i den nordvästra delen av landet, 400 km nordväst om huvudstaden Teheran. Qeshlāq-e Barzalīq ligger 1 638 meter över havet och antalet invånare är 262.
Terrängen runt Qeshlāq-e Barzalīq är kuperad, och sluttar söderut. Runt Qeshlāq-e Barzalīq är det ganska glesbefolkat, med 40 invånare per kvadratkilometer. Närmaste större samhälle är Torkmanchay, 14,6 km väster om Qeshlāq-e Barzalīq. Trakten runt Qeshlāq-e Barzalīq består i huvudsak av gräsmarker.